# NIC-34A
La NIC-34A  es una importante carretera nacional clasificada como troncal principal en Nicaragua. Esta vía comienza en el Oeste, conectándose con la NIC-10 a la altura de San Cayetano, Departamento de Managua y culmina en el municipio de San Rafael del Sur en el departamento de Managua. 

## Extensión
Con una extensión de 7,34 millas (11,8 km), la NIC-34A juega un rol clave en la conectividad y transporte de la región.